# Пантюхов, Юрий Борисович
Юрий Борисович Пантюхо́в (15 марта 1931, Коломна, Московская область — 22 октября 1982, Москва) — советский хоккеист, нападающий. Заслуженный мастер спорта СССР (1956).

## Биография
Начинал играть в Москве на стадионе Юных пионеров. Юного хоккеиста заметил тренер ХК Крылья Советов Владимир Егоров и пригласил к себе в команду. Среди хоккеистов-партнеров имел прозвище «Джон».
Выступал за Крылья Советов (Москва) (1949-51), ВВС МВО (1951-53), ЦДСА/ЦСК МО/ЦСКА (1953-61), СКА (Ленинград) (1961-62).
В сборной СССР считался «подносчиком снарядов» для Алексея Гурышева.
В 1958 году окончил школу тренеров при ГЦОЛИФК.
В 1961 году окончил Военный факультет при Государственном дважды орденоносном институте физической культуры имени П. Ф. Лесгафта. Член КПСС с 1974 года.
Был тренером СКА МВО, работал в управлении «Спортлото» и в отделе спортивных игр Центрального совета общества «Зенит».
Похоронен на Даниловском кладбище в Москве.

## Достижения
- Олимпийский чемпион 1956.
- Чемпион мира 1956, второй призёр ЧМ 1957—1959. На ЧМ и ЗОИ — 28 матчей, 13 голов.
- Чемпион СССР 1952, 1953, 1955, 1956, 1958—1961, второй призёр чемпионатов СССР 1954, 1957, третий призёр 1950, 1951. В чемпионатах СССР — 250 матчей, 122 гола.
- Обладатель Кубка СССР 1951, 1952, 1954—1956, 1961.